# Rödingsmarkt

Das Nordende des Rödingsmarkts im Jahr 1912, rechts die kurz vor der Inbetriebnahme stehende Hochbahn-Station

Der Rödingsmarkt ist eine Straße im Stadtteil Hamburg-Altstadt und der Name der dort gelegenen U-Bahn-Station.

## Geschichte

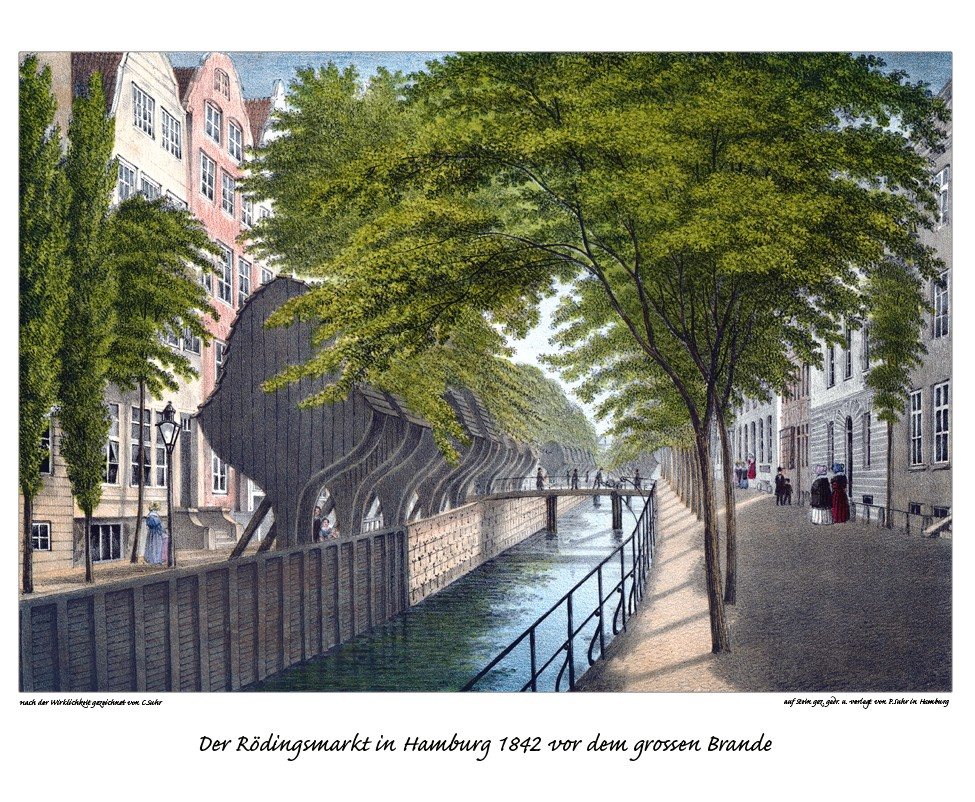
Rödingsmarkt mit dem Fleet vor dem Hamburger Brand 1842. Lithografie der Gebrüder Suhr

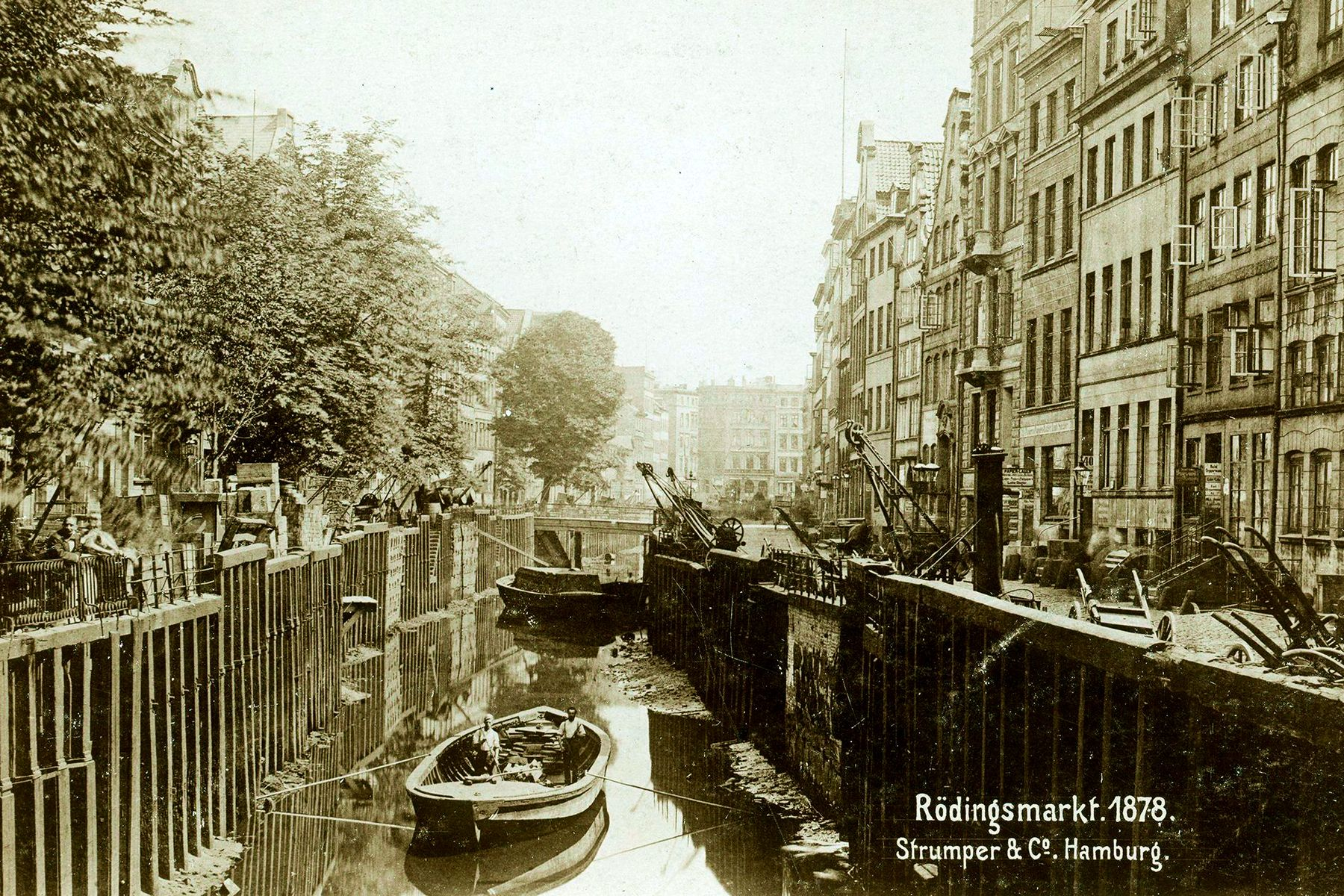
Rödingsmarkt 1878 mit dem noch nicht zugeschütteten Fleetabschnitt

Das Gebiet wurde im 13. Jahrhundert besiedelt und lag damals am äußersten westlichen Stadtrand. Beiderseits eines Fleetes (Rödingsmarktfleet), das vom Mönkedammfleet bis zum Binnenhafen führte, wurden Straßen mit fleetabgewandter Bebauung angelegt. Der Name stammt vermutlich von einem dortigen Besitzer (eventuell „Rodiger“), der Namensbestandteil Markt geht möglicherweise auf das Wort (Feld-)Mark zurück und deutet auf die ursprüngliche Randlage der Straße. Ein eigentlicher Markt wurde dort nie abgehalten, wenngleich Warenumschlag und -handel im mittelalterlichen Hamburg nahezu überall stattfanden und auf alten Karten Ladekräne zu beiden Seiten des Fleetes angedeutet sind. Aus dem 17. Jahrhundert ist noch das Portal des Hauses Rödingsmarkt 60 erhalten, das sich heute im Schmuckgarten des Museums für Hamburgische Geschichte befindet.
Nach dem Großen Brand 1842 wurde das Fleet teilweise, 1886 schließlich ganz zugeschüttet. An seiner Stelle verläuft seit 1912 der Hochbahn-Viadukt mit der Station Rödingsmarkt. Im Zweiten Weltkrieg wurde der Rödingsmarkt teilweise zerstört. Mitte des 20. Jahrhunderts wurde eine neue Hauptverkehrsstraße (Ost-West-Straße) gebaut, die den Rödingsmarkt seitdem in zwei Teile teilt. Insbesondere im nördlichen Teil des Platzes sind noch einige ältere Bauten aus dem 19. Jahrhundert und vom Anfang des 20. Jahrhunderts erhalten geblieben.
Im Jahr 2000 wurde der alte Stahlviadukt der Hochbahn südlich des Bahnhofes auf 225 Metern gegen ein neues ausgetauscht. Die Spannweite des neuen Viadukts ist größer, so dass darunter mehr Parkplätze entstehen konnten. Die Kosten für den Neubau waren geringer als die alle 25 bis 30 Jahre stattfindende Grundüberholung der alten filigranen Nietenkonstruktion. Während dieser Neubaumaßnahme wurde auch das teilweise noch vorhandene Granitsteinpflaster der Straße gegen Asphalt ausgetauscht.

## Bauwerke

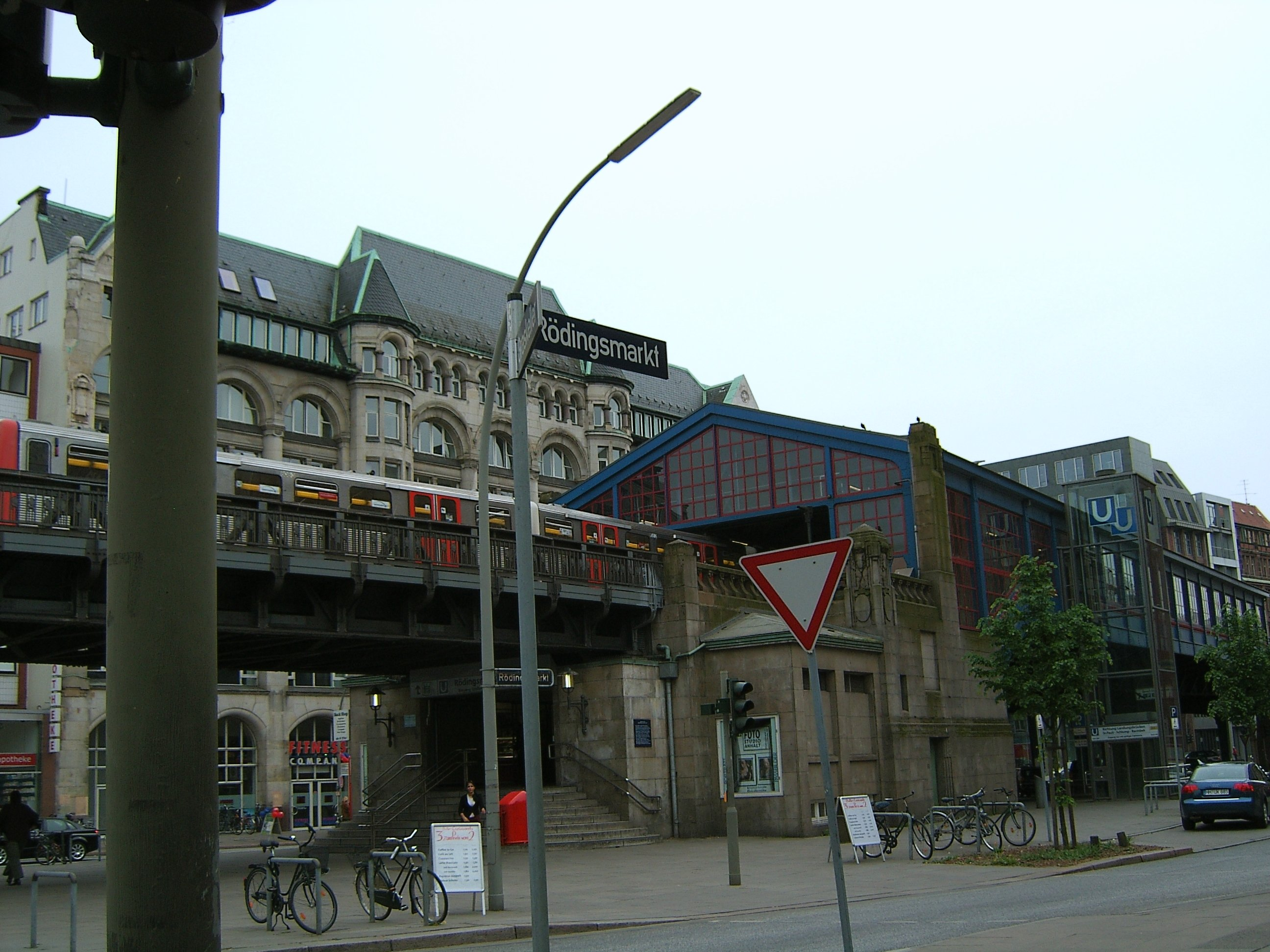
U-Bahn-Station Rödingsmarkt

### Verkehrsbauwerke
Der Rödingsmarkt ist ein wichtiges Bindeglied des früheren zentralen Hamburger Ost-West-Straßendurchgangs Großer Burstah mit Übergang über die Mündungsfleete der Alster in die Norderelbe zum Alten Steinweg und weiter nach Westen (Altona). Die Stadtbefestigung der Altstadt (Alter Wall und Neuer Wall) traf hier auf diese Hauptstraße. Bis zur Befestigung der Neustadt um 1620 war hier das Ellerntor. Diese Verkehrsbedeutung drückt sich bis heute aus in der Hochbahnstation (U-Bahn) und in den Brücken, die von hier ausgehen.

#### U-Bahnhof

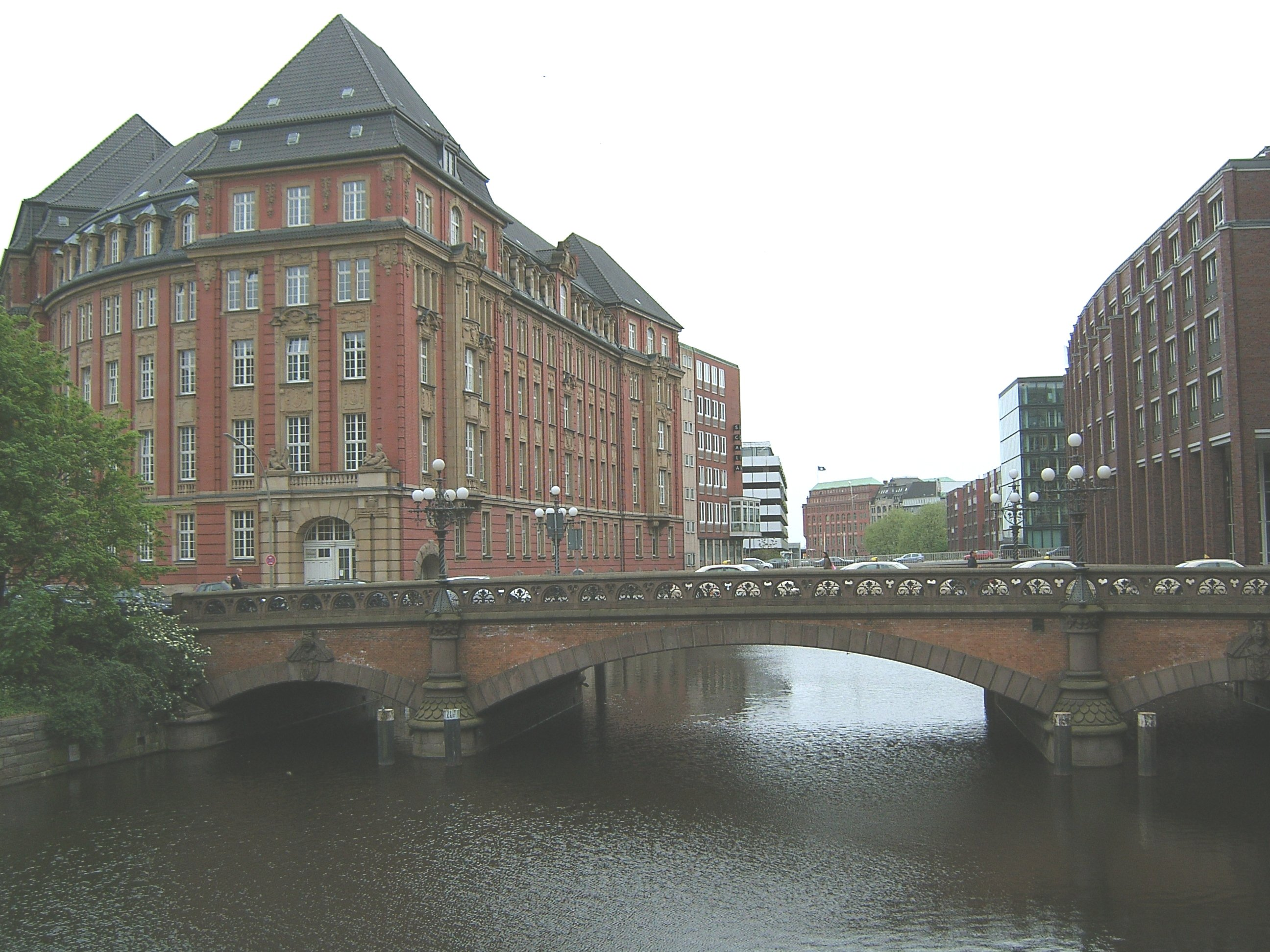
Links: Oberfinanzdirektion, Bildmitte: Die Heiligengeistbrücke

Die Station der Hochbahn wurde am 29. Juni 1912 bei der Eröffnung der Ringlinie in Betrieb genommen. Die Planung und Gestaltung des am nördlichen Ende der Station befindlichen Zugangsbauwerks und der Bahnhofshalle mit den beiden Seitenbahnsteigen lag beim Architekturbüro Raabe & Wöhlecke.

#### Heiligengeistbrücke
Die Heiligengeistbrücke über das Alsterfleet wurde 1883 bis 1885 nach Entwürfen von Franz Andreas Meyer erbaut. Sie diente der Entlastung der älteren Ellerntorsbrücke und war zusammen mit der einige Jahre später fertiggestellten Stadthausbrücke eine der Hauptverbindungen in die Neustadt. Da sie neben dem sonstigen Straßenverkehr auch die Pferdebahn nach Altona aufnahm, ist sie recht breit ausgeführt.

### Geschäftshäuser

#### Alte Oberfinanzdirektion

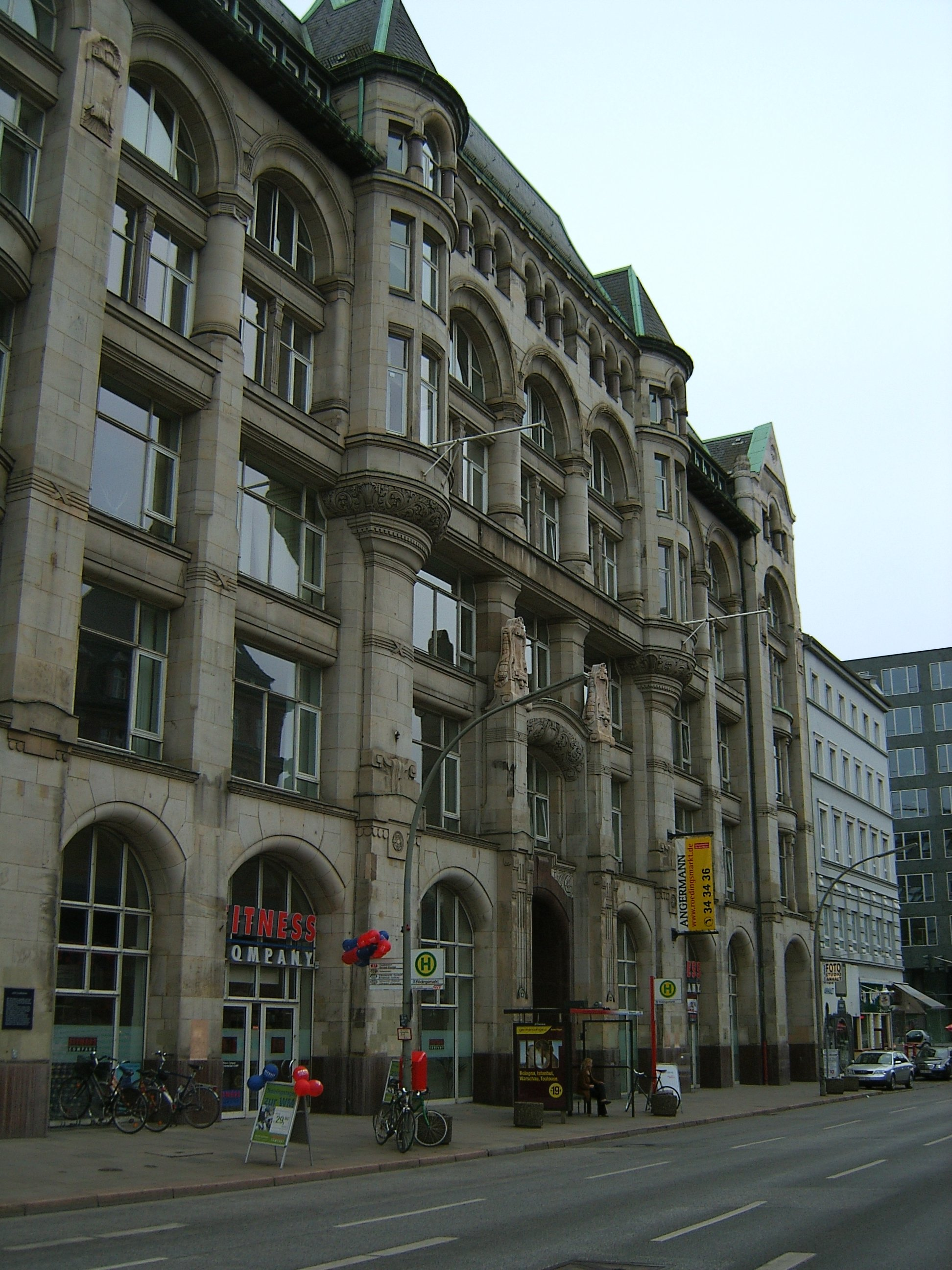
Altes Klöpperhaus (vor der Sanierung)

Das Gebäude Rödingsmarkt 2 wurde 1907–1910 nach Entwürfen von Albert Erbe erbaut. Auf dem Areal befand sich seit dem frühen 13. Jahrhundert das Heiligengeisthospital, wo von 1884 bis zu seinem Abbruch 1906 die Hamburger Steuerverwaltung untergebracht war. In dem Gebäude war bis zu ihrer Auflösung die Oberfinanzdirektion Hamburg untergebracht. Bis 2015 befanden sich in dem Gebäude Teile der Bundesfinanzdirektion Nord und der Hamburger Finanzbehörde, heute ist hier ein Luxushotel untergebracht.

#### Altes Klöpperhaus
Das Gebäude wurde 1902–1904 als Kontor-, Geschäfts- und Lagerhaus für die Firma Wilhelm Klöpper erbaut. Architekten waren Lundt & Kallmorgen. Es wurde ein neuzeitlicher Nutzbau in moderner Bautechnik mit frei einteilbaren Stockwerken, drei Treppenhäusern und acht Aufzügen (innen später mehrfach umgebaut).
Die repräsentative Sandsteinfassade in schweren historistischen Formen mit romanischen Motiven und Jugendstil-Ornamenten ist Ausdruck von Geschäftstolz und Traditionsbewusstsein des Hamburger Kaufmanns in der wilhelminischen Ära.
Siehe auch: Klöpperhaus in der Mönckebergstraße

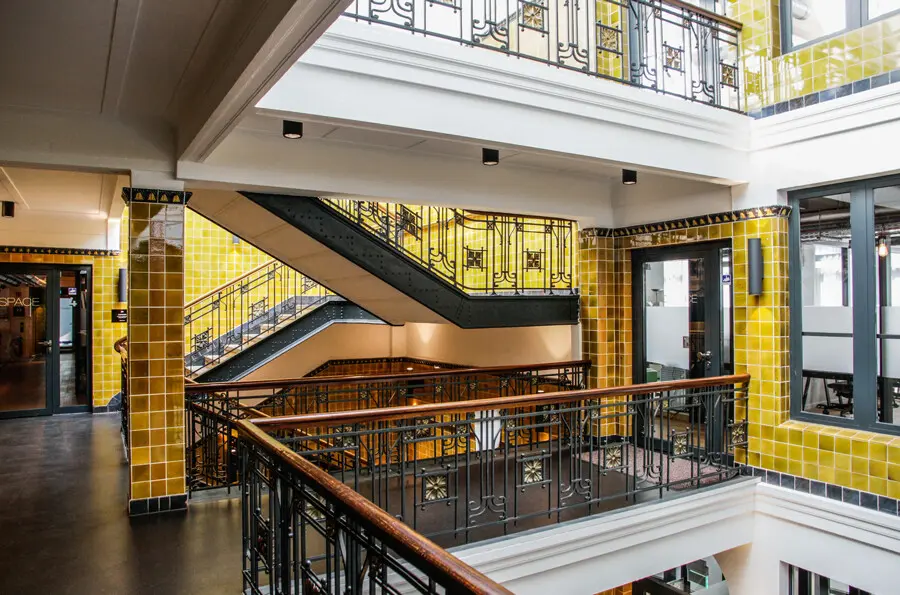
Jugendstil-Treppenhaus im Alten Klöpperhaus

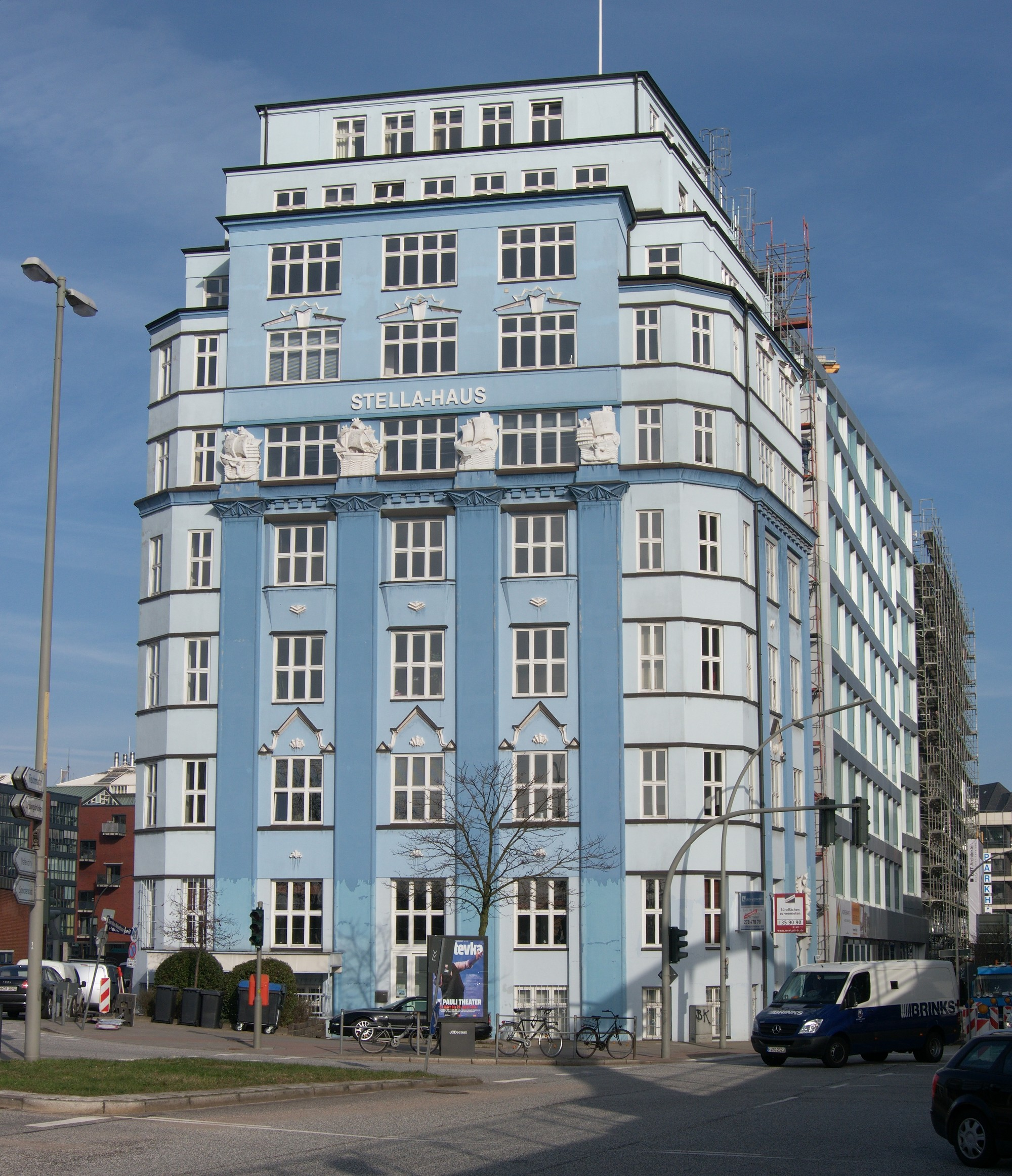
Stellahaus am Südende des Rödingsmarktes

#### Stellahaus
Das elegante Stellahaus mit seiner in verschiedenen Blautönen gestrichenen Putzfassade schließt den Rödingsmarkt zum Hafen hin prominent ab. Der Ursprungsbau wurde 1874 von Martin Haller entworfen, 1922 erfolgte eine Aufstockung um fünf Stockwerke, die zum Teil als Staffelgeschosse ausgeführt wurden. Die Planung erfolgte von den Architekten Lindhorst, Reith, Zauleck & Hormann. Mit der Bauform der Staffelgeschosse wurde der Eindruck eines kompakten Hochhauses vermieden. Diese Umsetzung hatte Rückwirkungen auf die Bauten des Kontorhausviertels.
Das auffällige Gebäude gilt mit seinem reichen skulpturalen Schmuck und seinen gestaffelten Etagen als eines der schönsten Kontorhäuser des Expressionismus.

#### Flüggerhaus
Das 1908 errichtete Flüggerhaus gehört durch seine rötliche Steinfassade (Rochlitzer Porphyr) zu den prägenden Bauten des Straßenzuges. Es beherbergte den Farben- und Lackfabrikanten Flügger. Das Gebäude soll mit seinen Nachbarbauten umfassend saniert werden.

#### Rödingsmarkthaus

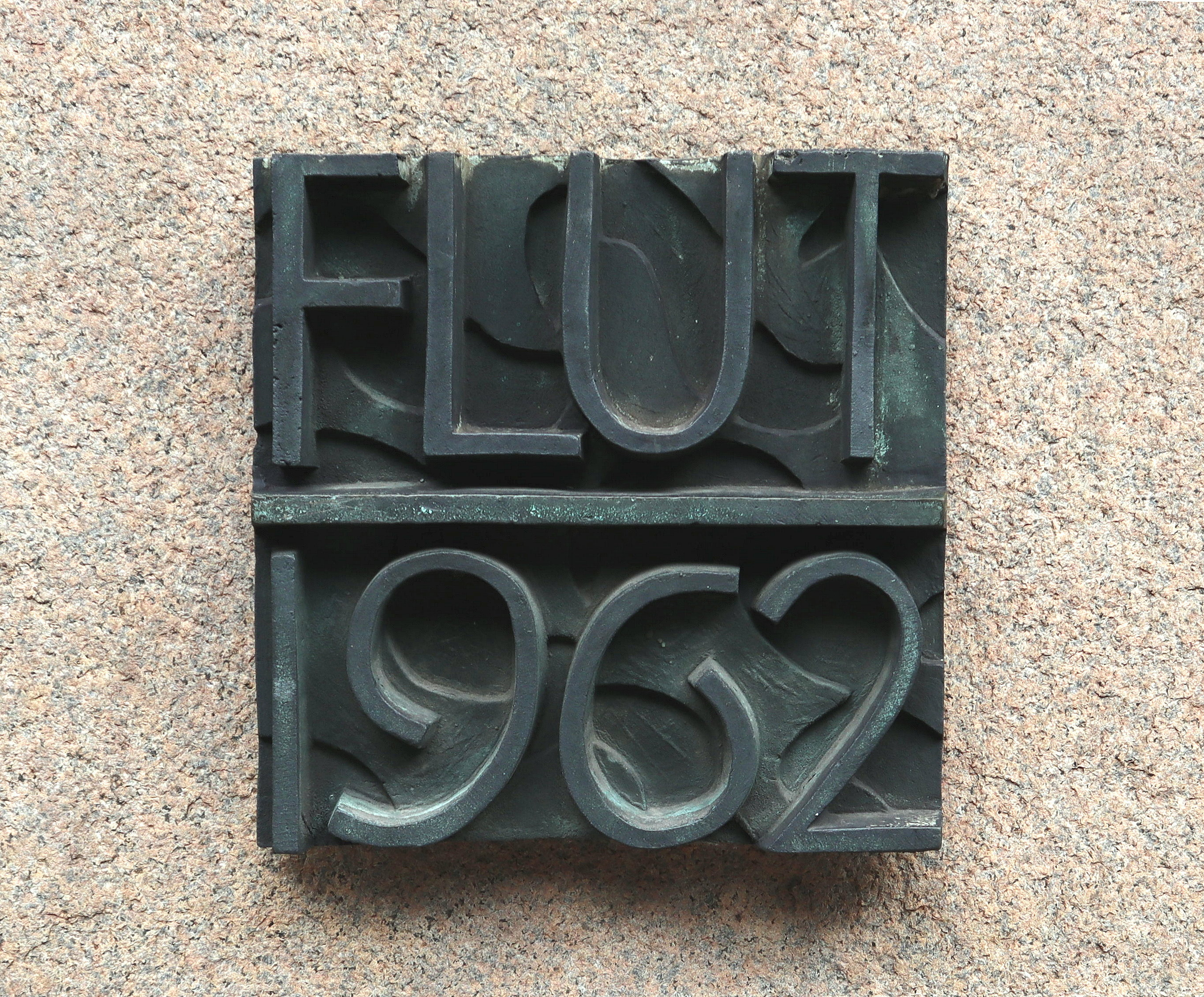
Hochwassermarke der Sturmflut von 1962 am Rödingsmarkthaus.

Das Gebäude an der Ecke zur Steintwiete wurde 1888 errichtet und ist damit eines der ältesten Gebäude der Straße. Ursprünglich besaß es die Hausnummer 24. Dies ist heute noch in der hölzernen Verkleidung des Eingangsbereiches ablesbar. Der Architekt war Arthur Viol. Er entwarf ein Gebäude für Mischnutzung. Im Erdgeschoss befanden sich Läden bzw. ein Restaurant, im 1. und 2. Geschoss folgten Büroräume, die obersten Geschosse dienten Wohnzwecken. Diese ursprüngliche Aufteilung spiegelt sich in der Gestaltung der Fassade, vor allem im Wechsel des Materials, wider. Durch Kriegseinwirkung wurde das Dach beschädigt und die Fassade erhielt ihr heutiges schlichtes Aussehen. Sämtliche Fassadenornamente wurden beschädigt oder nachträglich wegen Abbruchgefahr entfernt. Nach dem Verlust des Nachbargebäudes wurde dem Rödingsmarkthaus ein Nachkriegsbau angesetzt, das sich in seiner äußeren Gestalt stark an diesem orientiert.